# Jan Guńka
Jan Guńka (* 14. April 2002 in Zakopane, Kleinpolen) ist ein polnischer Biathlet, der seit 2022 im Weltcup startet. Er wurde 2021 Jugendweltmeister mit der Staffel.

## Sportliche Laufbahn
Erste internationale Erfahrungen sammelte Jan Guńka bei den Jugendweltmeisterschaften 2019, wo als bestes Einzelergebnis Rang 22 im Sprint heraussprang. Im Folgewinter bestritt er die Rennen im IBU-Junior-Cup und konnte dort wie auch bei der Jugend-WM Top-10-Plätze mit der Staffel erzielen. Auch bei den Olympischen Jugendspielen ging der Pole an den Start, im Einzel ging es auf Rang 10, mit der Mixedstaffel auf Platz acht. Im Januar 2021 gab er am Arber sein Debüt im IBU-Cup und erzielte als Sprint-36. sofort Ranglistenpunkte. Auch die Juniorenweltmeisterschaften desselben Jahres verliefen sehr erfolgreich: im Sprint gewann Guńka hinter Denis Irodow und Fabio Piller Cottrer die Bronzemedaille, im Staffelrennen war er zusammen mit Konrad Badacz und Marcin Zawół sogar siegreich. Trotz seiner Erfolge im Juniorenbereich kam nach Saisonende durchaus überraschend, dass er den polnischen Meistertitel im Einzel gewinnen konnte und beispielsweise Grzegorz Guzik hinter sich ließ. Den Winter 2021/22 dominierte der Pole von Anfang an, mit Ausnahme eines Einzelwettkampfes war er in jedem teilgenommenen Rennen siegreich. Daher durfte er im Januar bei den Wettkämpfen von Oberhof seinen Einstand im Weltcup feiern und schloss seinen ersten Sprint auf Rang 67 ab. Bei den Junioreneuropameisterschaften 2022 gewann Guńka im Verfolgungsrennen eine weitere Medaille, aufgrund eines verpassten Wochenendes konnte er die Junior-Cup-Gesamtwertung nicht für sich entscheiden. Am Ende der Saison war der Pole wieder Teil des Weltcupteams und unterbot sein Bestergebnis in Otepää um einen Rang.

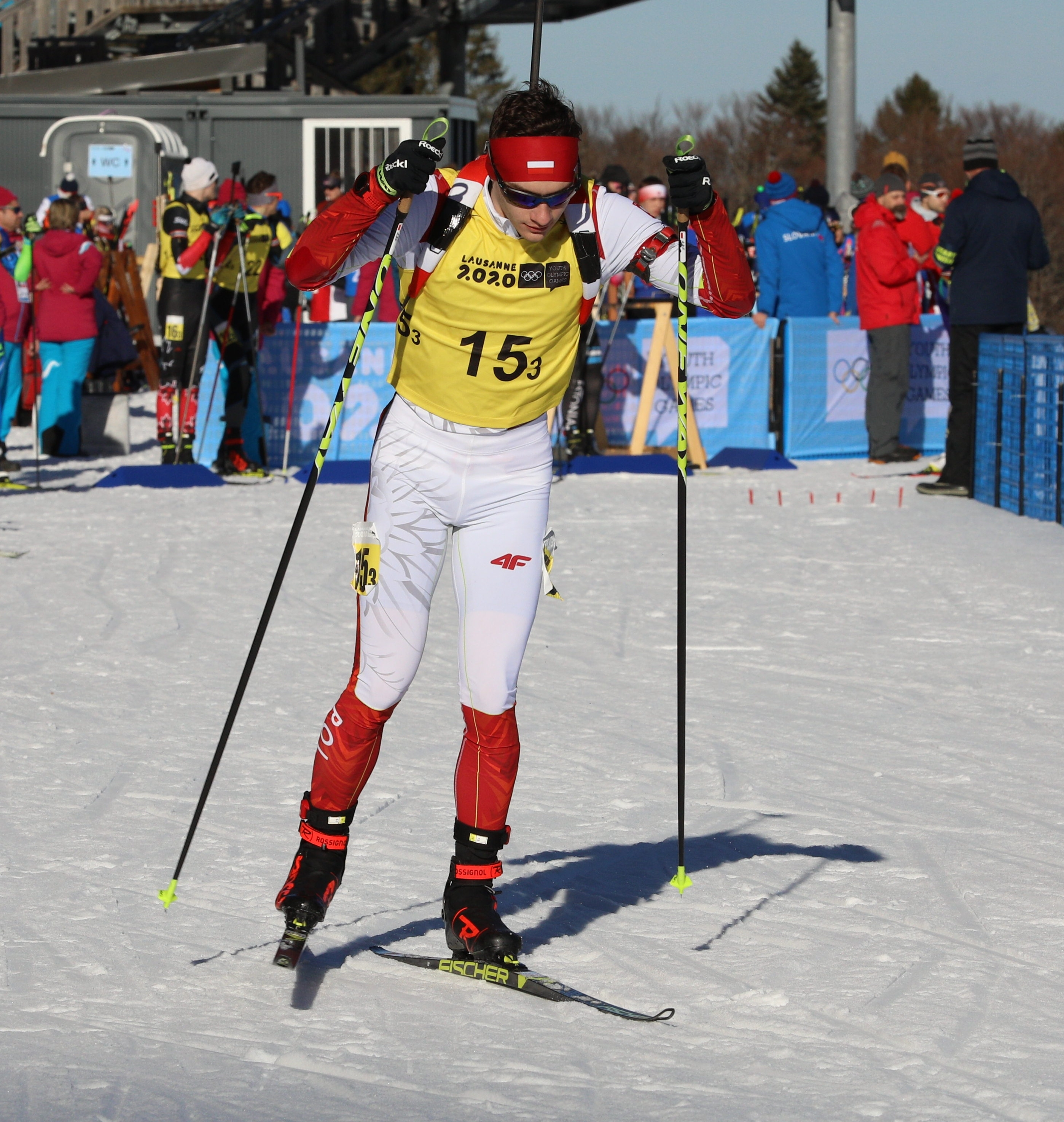
Guńka bei den Olympischen Jugendspielen 2020

Trotz seines jungen Alters wurde Guńka 2022/23 nicht im Juniorcup eingesetzt, sondern war konstant Teil der Nationalmannschaft im Weltcup. Im Kalenderjahr 2022 konnte er dabei nicht überzeugen, erst im Januar kamen die Erfolge zurück. Auf der Pokljuka war er Startläufer der Mixedstaffel um Marcin Zawół, Kamila Żuk und Joanna Jakieła, die am Ende des Rennens Achte wurde. In Ruhpolding war Guńka zudem zusammen mit Zawół, Grzegorz Guzik und Andrzej Nędza-Kubiniec in der Lage, mit Rang 10 das beste Ergebnis einer polnischen Herrenstaffel seit der Saison 2006/07 zu erzielen. Sein bestes Einzelergebnis hob sich der Pole für die Weltmeisterschaften 2023 auf, trotz zweier Schießfehler lief er im Sprint auf Rang 39 und qualifizierte sich damit für sein erstes Verfolgungsrennen auf Weltcupebene, welches er als 48. abschloss. Den Abschluss der Saison bildeten die Juniorenweltmeisterschaften, wo er hinter Campbell Wright die Silbermedaille im Sprint gewann. Im August 2023 gewann Guńka die Goldmedaille im Supersprint der Sommerbiathlon-WM der Junioren und zeigte auch im folgenden Weltcupwinter ordentliche Leistungen. Seine ersten Weltcuppunkte gewann der Pole im Sprint von Östersund zu Saisonbeginn; bei den Weltmeisterschaften wusste er in den Einzelrennen nicht zu überzeugen, lief aber mit der Herrenstaffel – gemeinsam mit Konrad Badacz, Andrzej Nędza-Kubiniec und Marcin Zawół – überraschend auf Rang neun. Weitere Erfolge feierte Guńka erneut bei der Junioren-WM, wo er im Einzel Bronze und im Sprint hinter Isak Frey Silber ergatterte.
Eine erneute Leistungssteigerung verhalf Guńka in der Saison 2024/25 zu insgesamt sieben Top-40-Platzierungen, darunter jeweils ein 29. Rang im Sprint von Kontiolahti sowie im Einzel von Ruhpolding als Bestleistungen. Mit der Mixedstaffel kam zudem in Kontiolahti ein weiterer neunter Platz zustande.

## Persönliches
Jan Guńka stammt aus Chochołów in der Woiwodschaft Kleinpolen. Er ist einer der Söhne der ehemaligen Biathletin und Olympiateilnehmerin Halina Guńka, sein Bruder Kacper ist in derselben Sportart aktiv.

## Statistiken

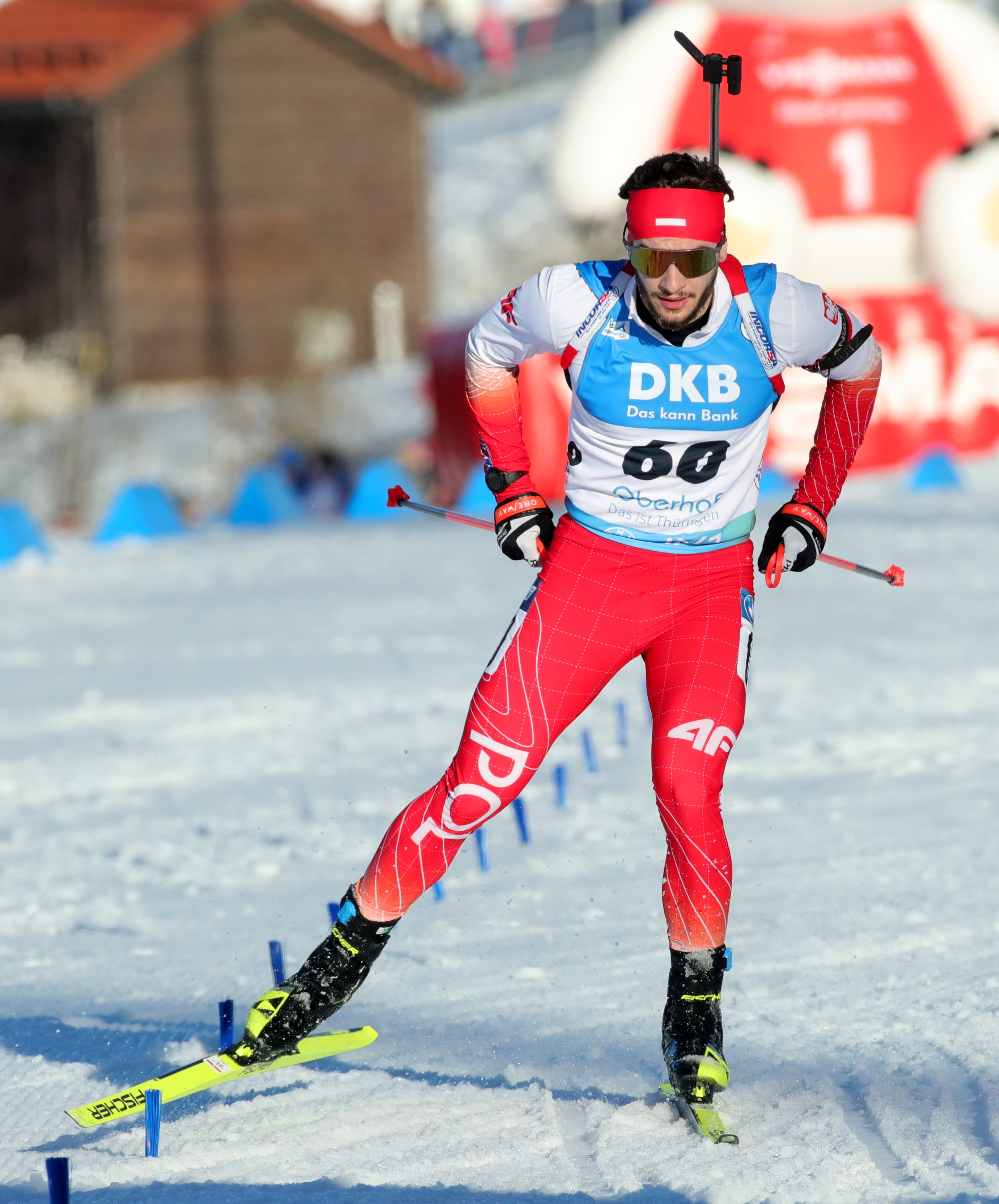
Guńka während des WM-Einzels 2023

### Weltcupplatzierungen
Die Tabelle zeigt alle Platzierungen (je nach Austragungsjahr einschließlich Olympische Spiele und Weltmeisterschaften).
- 1.–3. Platz: Anzahl der Podiumsplatzierungen
- Top 10: Anzahl der Platzierungen unter den ersten zehn (einschließlich Podium)
- Punkteränge: Anzahl der Platzierungen innerhalb der Punkteränge (einschließlich Podium und Top 10)
- Starts: Anzahl gelaufener Rennen in der jeweiligen Disziplin
- Staffel: inklusive Mixed- und Single-Mixed-Staffeln

| Platzierung               | Einzel | Sprint | Verfolgung | Massenstart | Staffel | Gesamt |
| ------------------------- | ------ | ------ | ---------- | ----------- | ------- | ------ |
| 1. Platz                  |        |        |            |             |         |        |
| 2. Platz                  |        |        |            |             |         |        |
| 3. Platz                  |        |        |            |             |         |        |
| Top 10                    |        |        |            |             | 3       | 3      |
| Punkteränge               | 2      | 4      | 2          |             | 23      | 31     |
| Starts                    | 7      | 20     | 7          |             | 23      | 57     |
| Stand: Saisonende 2024/25 |        |        |            |             |         |        |

### Weltcupwertungen
Ergebnisse bei Weltcups (Disziplinen- und Gesamtweltcup) gemäß Punktesystem.
| Saison  | Einzel | Einzel | Sprint | Sprint | Verfolgung | Verfolgung | Massenstart | Massenstart | Gesamt | Gesamt |
| Saison  | Platz  | Punkte | Platz  | Punkte | Platz      | Punkte     | Platz       | Punkte      | Platz  | Punkte |
| ------- | ------ | ------ | ------ | ------ | ---------- | ---------- | ----------- | ----------- | ------ | ------ |
| 2023/24 | –      | –      | 67.    | 4      | –          | –          | –           | –           | 87.    | 4      |
| 2024/25 | 50.    | 16     | 55.    | 17     | 59.        | 11         | –           | –           | 57.    | 44     |

### Biathlon-Weltmeisterschaften
Ergebnisse bei den Weltmeisterschaften:
| Weltmeisterschaften | Weltmeisterschaften | Einzelwettbewerbe | Einzelwettbewerbe | Einzelwettbewerbe | Einzelwettbewerbe | Staffelwettbewerbe | Staffelwettbewerbe | Staffelwettbewerbe |
| Jahr                | Ort                 | Einzel            | Sprint            | Verfolgung        | Massenstart       | Herrenstaffel      | Mixedstaffel       | S.-M.-Staffel      |
| ------------------- | ------------------- | ----------------- | ----------------- | ----------------- | ----------------- | ------------------ | ------------------ | ------------------ |
| 2023                | Oberhof             | 87.               | 39.               | 48.               | –                 | 17.                | –                  | –                  |
| 2024                | Nové Město          | 61.               | 73.               | –                 | –                 | 9.                 | 15.                | –                  |
| 2025                | Lenzerheide         | 91.               | 55.               | 53.               | –                 | 16.                | 14.                | –                  |

### Jugend-/Juniorenweltmeisterschaften
Guńka nahm bis 2021 an den Jugend-, ab 2022 an den Juniorenwettkämpfen teil.
| Weltmeisterschaften | Weltmeisterschaften | Einzelwettbewerbe | Einzelwettbewerbe | Einzelwettbewerbe | Einzelwettbewerbe | Staffelwettbewerbe | Staffelwettbewerbe |
| Jahr                | Ort                 | Einzel            | Sprint            | Verfolgung        | Massenstart 60    | Herrenstaffel      | Mixedstaffel       |
| ------------------- | ------------------- | ----------------- | ----------------- | ----------------- | ----------------- | ------------------ | ------------------ |
| 2019                | Osrblie             | 71.               | 22.               | 46.               | nicht ausgetragen | 9.                 | nicht ausgetragen  |
| 2020                | Lenzerheide         | 19.               | 19.               | 18.               | nicht ausgetragen | 6.                 | nicht ausgetragen  |
| 2021                | Obertilliach        | 24.               | 3.                | 9.                | nicht ausgetragen | 1.                 | nicht ausgetragen  |
| 2022                | Soldier Hollow      | 21.               | 15.               | 25.               | nicht ausgetragen | –                  | nicht ausgetragen  |
| 2023                | Schtschutschinsk    | 8.                | 2.                | 19.               | nicht ausgetragen | 5.                 | 8.                 |
| 2024                | Otepää              | 3.                | 2.                | N/A               | 8.                | 6.                 | 4.                 |

### Junior-Cup-Siege
| Nr. | Datum         | Ort     | Disziplin   |
| --- | ------------- | ------- | ----------- |
| 1.  | 12. Dez. 2021 | Martell | Staffel 1   |
| 2.  | 15. Dez. 2021 | Martell | Sprint      |
| 3.  | 18. Dez. 2021 | Martell | Supersprint |